# 땅설법

## 정의
불교에서 스님의 쉬운 설법으로 '땅(地)'과 '설법(說法)'의 합성어이다. 민중들(땅에 사는 이들) 눈높이에 맞추어 쉽게, 재미있게 불법(佛法)을 전한다는 의미로 '땅설법'이라 한다. 한국은 물론 불교국가 어디에도 흔한 문화 현상이었으나 현재는 유일하게 강원도 삼척 안정사(통영의 안정사와 전혀 다른 곳)에서만 전승되고 있다. 

## 내용
일반적인 설법은 다소 일반적인 신자, 특히 전통 사회에서 거의 무학에 가까운 민중들, 그리고 불교를 모르는 이들에게는 쉽게 다가가기 힘들다. 그래서 창안된 것이 바로 '땅설법'이다. 이러한 불교의 쉬운 설법을 중국에서는 '속강'(俗講)', '불교강창(講唱)'이라 부르는데, 중국은 물론 불교가 전파된 모든 국가의 보편적인 현상으로 보고 있다. 하지만 현재는 한국에만, 삼척 안정사에서 유일하게 전승되고 있다. 땅설법은 설법 내용에 대한 불교 그림(변상도)를 가지고, 이를 말(講), 소리(唱), 연극(演)을 활용하여 전달하며, 이를 통해 신도들의 교리 교육, 일반인들에 대한 포교의 수단으로 활용되었다. 
한국의 땅설법은 과거 '삼회향놀이'의 다른 명칭으로 알려졌고 그 문화는 이미 1960, 70년대 이전에 소멸되었다고 알려져왔다. 그러나 2018년 삼척의 한 작은 절에서 땅설법을 전승해 오고 있음이 알려져 불교계와 학계의 지대한 관심을 모으기 시작했다. 이를 통해 '땅설법'은 단순히 불교놀이가 아닌 '교리 전달'을 목적으로 한 설법의 한 형식이라는 점이 밝혀지면서, 과거 '삼회향놀이=땅설법'은 다소 부정확한 개념이라는 점이 점차 인지되기에 이른다. 
땅설법의 구비 경전(레퍼토리)은 중요하게 취급하는 본전(本典) 5종과 그에 비해 중요도가 약한 별전(別典)이 있다. 본전에는 <석가모니일대기(釋迦牟尼一代記)>, <선재동자구법기(善財童子求法記>, <목련존자일대기(目連尊者一代記)>, <성주신일대기(成造神一代記)>, <신중신일대기(身衆神一代記)>가 있다. 이 각각의 경전을 연행하는 것은 의례 목적이나 대상 청중에 따라 선택하게 된다. 즉, <석가모니일대기(釋迦牟尼一代記)>는 가장 기본 되는 구비 경전으로 땅설법 학습을 할 때 가장 먼저 학습을 시작하는 경전이다. 이 경전은 사월 초파일이나 영산재 등에 연행되는데 그 전편을 연행하지는 않는다. 그 양이 압도적으로 많기 때문이다. 보통 초파일 <석가모니일대기> 땅설법에서는 ‘부처의 탄생 부분’을 주로 한다. <선재동자구법기(善財童子求法記>는 불교 선지식과 관련하기 때문에 일반인들이 이해하기는 힘들다. 따라서 불교 교리에 밝은 이들의 수행 모임에서 선택된다. <목련존자일대기(目連尊者一代記)>는 목련존자가 어머니의 극락왕생을 위한 여정을 내용으로 하기 때문에 천도와 관련된 의례에서 연행한다. <성주신일대기(成造神一代記)>는 화엄신중 중의 하나인 ‘성주신’에 대한 내용이므로 성주대재에서 연행한다. <신중신일대기(身衆神一代記)>은 칠성대재나 신중기도 등에서 선택된다. <성주신일대기>와 <신중신일대기>는 전혀 불교를 모르는 일반인들을 포교할 목적일 경우 선택되는 경전이다. 그 내용이 한 인물의 일대기 구성을 취하고 있고, 그 안에 일반 민중들의 여러 민속문화들이 많이 포함되어 있어 친근하게 느껴지기 때문이다. 
<석가모니일대기>, <선재동자구법기>, <목련존자일대기>는 각각 유형의 불교경전이 존재한다. 그러나 <성주신일대기>와 <신중신일대기>는 전혀 그 모본에 해당되는 경전을 찾을 수 없다. 아마도 땅설법 전승자들이 창안한 이른바 위경(僞經), 중국 돈황변문에 대응하는 한국의 변문(變文)인 셈이다. 이 경전들은 공통점을 취하는데 그것은 한 인물(내지 신격)의 일대기 구성을 취하고 있다는 점이다. 이것은 곧 이 구비 경전을 듣고 보는 이들의 몰입을 이끌어내기에 용이한 때문이며, 그런 가운데 목적 하는 불교 교리와 문화의 전달이 용이했기 때문으로 보인다. 
5종의 본전 외에 별전이 존재한다. <만석중득도기(曼碩衆得道記)>, <안락국태자경(安樂國太子經)>, <태자수대나경(太子須大拏經)>, <심청효행록(沈淸孝行錄)>, <삼한세존일대기(三韓世尊一代記)>, <위제희부인만원연기(韋提希夫人滿願緣起)> 등이 있다. 
|             | 땅설법 명칭                              | 연행시기                                                | 대상청중              |
| 본전 (本典) | <석가모니일대기(釋迦牟尼一代記)>         | 초파일, 영산재                                          |                       |
| 본전 (本典) | <선재동자구법기(善財童子求法記>          | 수행을 위한 모임                                        | 불교 교리에 밝은 경우 |
| 본전 (本典) | <목련존자일대기(目連尊者一代記)>         | 백중, 생전예수재, 수륙재                                |                       |
| 본전 (本典) | <성주신일대기(成造神一代記)>             | 성주대재                                                | 거의 불교를 모를 경우 |
| 본전 (本典) | <신중신일대기(身衆神一代記)>             | 칠성대재, 정월대보름 연등 신수불공, 상주권공재,신중기도 | 거의 불교를 모를 경우 |
| 별전 (別典) | <만석중득도기(曼碩衆得道記)>             | 초파일전날, 여흥 목적                                   | 노인, 아이, 여성      |
| 별전 (別典) | <안락국태자경(安樂國太子經)>             | 백중, 생전예수재, 수륙재                                |                       |
| 별전 (別典) | <태자수대나경(太子須大拏經)>             | 특정 연행시기 없음                                      |                       |
| 별전 (別典) | <심청효행록(沈淸孝行錄)>                 | 특정 연행시기 없음                                      | 거의 불교를 모를 경우 |
| 별전 (別典) | <삼한세존일대기(三韓世尊一代記)>         | 특정 연행시기 없음                                      | 거의 불교를 모를 경우 |
| 별전 (別典) | <위제희부인만원연기(韋提希夫人滿願緣起)> | 백중, 생전예수재, 수륙재                                |                       |

이 땅설법은 삼척 안정사의 사월 초파일과 백중 우란부재와 같은 행사 시에 연행되고 있다.

### 전승지와 전승자
땅설법은 한국 뿐 아니라 불교 전파 국가의 보편적인 문화였다. 그러나 지금까지 국내 외에 이런 불교 속강이 남아있는 곳으로는 한국의 강원도 삼척 안정사가 유일하다고 알려져 있다. 삼척 안정사는 1970년대 초 비구니 대법 스님이 삼척 신기면 신기리에 '안정암'을 세운 것에서 비롯되며, 1987년 현재의 안의리 '안정사'로 확장된다. 비교적 현대의 절에서 어떻게 매우 고형의 땅설법이 전승되고 있는지 의문 대상이다. 그 답은 결국 오묘한 인연 덕분이었다. 
삼척 안정사 땅설법의 직접적인 전승은 이북 지역에서 활동했고, 땅설법의 정통 법맥의 대표 격인 강통(講統)을 했다는 무명 스님(1910-1988)으로부터이다. 이 무명 스님은 주로 북쪽 지역을 중심으로 활동하면서도 전국적으로 떠돌며 땅설법을 하였다. 6.25 당시 남쪽에 있다가 결국 북쪽으로 돌아가지 못한 채 말년에는 남한에서 활동하게 되었는데, 안정사를 창건한 대법스님과의 인연으로 안정사에 땅설법을 전하게 된다.  

현재의 전승자인 다여 스님은 무명 스님으로부터 10세 때인 1976년부터 1988년까지 땅설법을 배웠다. 어린 나이의 학습이고, 전혀 일반인들과 교류가 없이 절에서만 지냈기에 10여 년의 학습으로 땅설법의 레퍼토리들을 어느 정도 가능하게 되었다. 그리고 무명 스님이 작고하기 전 전법패(傳法牌)와 전법게(傳法偈)를 수여받았다. 물론 다여 스님의 땅설법 학습에는 안정사의 창건주 대법 스님과 운성 스님으로부터도 보충되었다. 

## 무형유산으로서의 가치
안정사 땅설법은 한국을 넘어서 동아시아를 위시한 불교 국가에서 보편적이었으나, 현재는 유일한 '불교속강'을 전승해오고 있는 것이다. 변상도라는 불교 그림, 창과 연극, 그리고 다양한 민속의 활용 등으로 불교를 넘어서 전통예술 측면에서도 매우 주목되는 문화이다. 
땅설법은 불교 영산재의 재받이 승려처럼 이것만을 전승하던 '법주' 집단들이 존재했다. 그러나 이제는 다 소멸되고, 국내에서는 다여 스님 단 1인만이 땅설법 전반을 집전할 수 있는 유일한 인물이다. 그러나 이 문화를 계속해서 지속시킬 후계자가 없다. 게다가 현재 삼척 안정사는 국도 38도선의 확장 공사로 인하여 그 절의 존립을 위협받고 있기도 하다. 이에 대한 대책이 시급한 형편이다.

## 참고 문헌
김창숙, 땅설법 논의 활성화를 위한 시론, 『정토학연구』 31집, 한국정토학회, 2019 
윤동환, 신중신탈놀이 연구, 『공연문화연구』 40집, 한국공연문화학회. 2020. 
김형근, 한국의 불교그림과 공연–삼척 안정사에서 연행되는 땅설법을 중심으로, 『공연문화연구』 41집, 한국공연문화학회 , 2020. 
김형근, 삼척 안정사 땅설법의 무형문화유산으로서 가치, 『정토학연구』 34집, 한국정토학회, 2020.  
김형근, 삼척 안정사 땅설법 <안락국태자경(安樂國太子經)>의 연행 성격 -문자기록, 회화와의 비교를 통하여”, 『민속학연구』49집, 국립민속박물관, 2021.
구미래, 안정사 땅설법의 전승내용과 민중불교적 특성”, 『무형유산』11집, 국립무형유산원, 2021.  
윤광봉,  아시아 불교의례에서 안정사 땅설법이 지닌 위상과 가치-일본의 창도문화를 살피며”, 『비교민속학』 74집, 비교민속학회 , 2021.